# Obtusipalpis brunneata
Obtusipalpis brunneata is een vlinder uit de familie van de grasmotten (Crambidae), uit de onderfamilie van de Spilomelinae. De wetenschappelijke naam van deze soort is voor het eerst voorgesteld door George Francis Hampson in een publicatie uit 1919.
De spanwijdte van het mannetje bedraagt 18 millimeter.

## Verspreiding
De soort komt voor in Nigeria, Ethiopië en Madagaskar.

## Waardplanten
De rups leeft op Ficus melleri (Moraceae).